# یوکی کاکیتا
یوکی کاکیتا بازیکن فوتبال اهل ژاپن است که برای کاشیما آنتلرز بازی می‌کند.